# Małyk Bliznak
Małyk Bliznak (bułg. Малък Близнак) – szczyt pasma górskiego Riła, w Bułgarii, o wysokości 2772 m n.p.m. Jest zbudowany z granitu i połączony przełęczą ze szczytem Golam Bliznak.